# Renée Stobrawa
Renée Stobrawa, gebürtig Renate Marie Stobrawa (* 13. Oktober 1897 in Dresden; † 16. August 1971 in Tegernsee), war eine deutsche Schauspielerin und Drehbuchautorin.

## Leben und Werk
Stobrawa nahm nach dem Oberlyzeum Schauspielunterricht bei Louise Dumont und erhielt ihr erstes Engagement 1919 am Düsseldorfer Schauspielhaus. Anschließend trat sie in Frankfurt am Main auf, heiratete ihren Kollegen Ferdinand Hart und kam 1928 nach Berlin.
Hier spielte sie in der Piscator-Bühne und an der Krolloper und ab 1934 an der Volksbühne. Langsam fand sie auch Zugang zur Welt des Films. Nach ihrem Debüt 1929 in Walter Ruttmanns Melodie der Welt stand sie seit Mitte der 1930er Jahre in kleinen bis mittelgroßen Rollen regelmäßig vor der Kamera. Mit ihrem zweiten Ehemann Fritz Genschow gründete sie 1930 in Berlin ein Märchentheater, das sie auch leitete. Sie stand 1944 in der Gottbegnadeten-Liste des Reichsministeriums für Volksaufklärung und Propaganda.
Daneben spielte sie weiterhin an klassischen Theatern und feierte 1947 am Schlossparktheater einen Erfolg als Frau John in dem Bühnenstück Die Ratten. Beim Kino war sie in den 1950er Jahren in Märchenfilmen zu sehen, die Genschow produzierte und bei denen sie auch am Drehbuch mitschrieb.
Mit ihrer Schwester Ilse Stobrawa arbeitete sie am Theater und beim Film zusammen. Der Film "Kalle wird Bürgermeister" war 1956 ein Familienunterfangen: Renée spielte eine Hauptrolle, Ehemann Fritz führte Regie und Ilse unterstützte ihn als Regieassistentin.

## Filmografie
- 1929: Melodie der Welt
- 1929: Die Herrin und ihr Knecht
- 1931: Niemandsland
- 1931: Kennst Du das Land
- 1932: Kreuzer Emden
- 1935: Das Mädchen Johanna
- 1936: Mädchenjahre einer Königin
- 1937: Der Biberpelz
- 1937: Rotkäppchen und der Wolf
- 1938: Der Maulkorb
- 1938: Skandal um den Hahn
- 1938: Drops wird Flieger (nur Schnitt)
- 1939: Salonwagen E 417
- 1939: Sensationsprozeß Casilla
- 1939: Eine Frau wie Du
- 1939: Der Schritt vom Wege
- 1939: Der Stammbaum des Dr. Pistorius
- 1939: Hochzeit mit Hindernissen
- 1940: Verwandte sind auch Menschen
- 1941: Kopf hoch, Johannes!
- 1943: Altes Herz wird wieder jung
- 1944: Familie Buchholz
- 1944: Neigungsehe
- 1944: Die Degenhardts
- 1945: Wo ist Herr Belling? (unvollendet)
- 1948: Affaire Blum
- 1949: Mädchen hinter Gittern
- 1950: Das kalte Herz
- 1953: Rotkäppchen (auch Ko-Drehbuch)
- 1954: Hänsel und Gretel (auch Ko-Drehbuch)
- 1954: Frau Holle (auch Ko-Drehbuch)
- 1955: Der Struwwelpeter (auch Ko-Drehbuch)
- 1955: Ina, Peter und die Rasselbande (auch Ko-Drehbuch)
- 1955: Aschenputtel (auch Ko-Drehbuch)
- 1955: Dornröschen (auch Ko-Drehbuch)
- 1956: Tischlein deck dich (auch Ko-Drehbuch)
- 1956: Kalle wird Bürgermeister
- 1957: Die Gänsemagd
- 1962: Rumpelstilzchen (auch Ko-Drehbuch)
- 1966–1969: Polizeifunk ruft (div. Folgen als Frau Conrads)

## Hörspiele
- 1925: Alexander Puschkin: Der steinerne Gast – Regie: Gerd Fricke (SÜWRAG – Südwestdeutscher Rundfunkdienst AG, Frankfurt am Main)
- 1927: Arnolt Bronnen: Anarchie in Sillian (Cel, Stenotypistin) – Regie: Alfred Braun (Funk-Stunde AG, Berlin)
- 1948: Maurice Rostand: Der Mann, der sein Gewissen trieb (Luise von Holderlin) – Regie: Hanns Korngiebel (RIAS Berlin)
- 1949: Franz Schneider-Facius: Der Mond ging unter (Madame Orden) – Regie: Hanns Korngiebel (RIAS Berlin)
- 1949: Friedrich Karl Kaul: Der Weg ins Nichts (Mutter von Fritz Bonderson) – Regie: Alfred Braun (Berliner Rundfunk)
- 1949: Robert A. Stemmle: Affaire Blum (Frau des Chauffeurs) – (Kriminal-Hörfilm nach dem gleichnamigen DEFA-Film – NWDR)
- 1949: André Gide: Die Rückkehr des verlorenen Sohnes – Regie: Hermann Schindler (RIAS Berlin)
- 1950: Federico García Lorca: Bluthochzeit (Schwiegermutter) – Regie: Hanns Korngiebel (RIAS Berlin)
- 1950: Ellie Tschauner: Der Sprung über den Schatten (Frau Brackmann) – Regie: Hanns Korngiebel (RIAS Berlin)
- 1952: Marie Luise Kaschnitz: Die fremde Stimme (Mutter) – Regie: Alice Decarli (RIAS Berlin)

- 1953: Walter Jens: Abendschatten (Frau Bollmann) – Regie: Peter Thomas (RIAS Berlin)
- 1955: Max Gundermann: Die Concertina (Ehefrau von Olivier Michaud) – Regie: Peter Thomas (RIAS Berlin)
- 1955: Wolfdietrich Schnurre: Spreezimmer möbliert (Ottilie, Wirtschafterin) – Regie: Hanns Korngiebel (RIAS Berlin)
- 1955: Hugo von Hofmannsthal: Jedermann. Das Spiel vom Sterben des reichen Mannes (Mutter) – Regie: Hans Bernd Müller (SFB)
- 1960: Gertrud Siche-Tarnowski: Amalie Krienelke (Titelrolle) – Regie: Erich Köhler (SFB)
- 1961: Günter Jannasck: Der Graben (Frau Hartmann) – Regie: Peter Beauvais (RIAS Berlin)
- 1962: Johannes Hendrich: Auf der Flucht (Frau Berndt) – Regie: Hanns Korngiebel (RIAS Berlin)
- 1965: Traute Hellberg: Ausweg (Frau Kramer) – Regie: Oswald Döpke (RIAS Berlin)
- 1966: Susanna Germano: Die Doppelheilige (Die Magd) – Regie: Ludwig Cremer (RIAS Berlin)